# Papa Conon
Papa Conon (n. 630 d.Hr., Sicilia, Regatul Italiei – d. 24 septembrie 687 d.Hr., Roma, Imperiul Roman de Răsărit) a fost Papă al Romei în perioada 21 octombrie 686 - 21 septembrie 687. După unele documente, locul unde s-ar născut ar fi undeva în jurul Timișoarei de azi (natus in Thracia, Thrax creat... - vezi și lucrarea "Nouvelle Biographie universelle" , 46 de volume, apărută sub coordonarea lui Ferdinand Hoefer, medic și lexicograf francez, și editată de către Ambroise Firmin-Didot, în jurul anului 1850, în Franța)
1. ↑  Catholic-Hierarchy.org, accesat în 23 octombrie 2020